# 블랙펄스
블랙펄스(Black Pearls)는 대한민국 양구군을 연고지로 하는 아마추어 여자 야구팀이다. 한국여자야구연맹 소속이며, 2008년에 창단했다.

## 연혁
- 2009년 제 2회 계룡시장기 준우승
- 2009년 KBO총재배 전국여자야구대회(속초) 공동3위
- 2009년 국화리그 정규2위 / 시즌 3위

- 2010년 제3회 계룡시장기 전국여자야구대회 공동 3위
- 2010년 KBO총재배 전국여자야구대회(속초) 공동3위
- 2010년 국화리그 정규2위 / 시즌 준우승

- 2011년 제1회 CMS배 전국여자야구대회 3위
- 2011년 제4회 계룡시장기 전국여자야구대회 우승
- 2011년 제5회 연맹회장기 전국여자야구대회 챔프리그 우승

- 2012년 제2회 CMS배 전국여자야구대회 챔프리그 우승
- 2012년 제2회 익산시장기 전국여자야구대회 우승
- 2012년 제6회 KBO총재배 전국여자야구대회 우승
- 2012년 제1회 LG배 한국여자야구대회 우승

- 2013년 제3회 CMS배 전국여자야구대회 챔프리그 3위
- 2013년 제3회 익산시장기 전국여자야구대회 우승
- 2013년 제7회 KBO총재배 전국여자야구대회 공동3위
- 2013년 제2회 LG배 전국여자야구대회 우승

- 2014년 제4회 CMS배 전국여자야구대회 챔프리그 우승
- 2014년 제4회 익산시장기 전국여자야구대회 우승
- 2014년 제8회 KBO총재배 전국여자야구대회 준우승

- 2015년 제5회 CMS배 전국여자야구대회 챔프리그 3위
- 2015년 제9회 KBO총재배 전국여자야구대회 준우승
- 2015년 전국 여성체육대회 우승
- 2015년 제4회 LG배 전국여자야구대회 챔프리그 3위

- 2016년 제6회 CMS배 전국여자야구대회 챔프리그 우승
- 2016년 제6회 익산시장기 전국여자야구대회 우승

- 2017년 제2회 부천시장배 판타지아 전국야구대회 우승
- 2017년 제5회 LG배 전국여자야구대회 3위

- 2018년 제2회 선덕여왕배 전국여자야구대회 챔프리그 준우승
- 2018년 제8회 익산시장기 전국여자야구대회 챔프리그 우승
- 2019년 임금님표 이천 전국여자야구대회 준우승
- 2019년 제9회 익산시장기 전국여자야구대회 3위
- 2019년 고흥유자배 전국여자야구대회 우승
- 2022년 제11회 익산시 전국여자야구대회 챔프리그 3위
- 2022년 제5회 선덕여왕배 전국여자야구대회 챔프리그 3위
- 2023년 디비전리그 (수도권C조) 준우승
- 2023년 U-12 전국유소년야구대회 및 전국여자야구대회(울진) 우승
- 2023년 제12회 익산시 전국여자야구대회 챔프리그 준우승
- 2023년 LX배 한국여자야구대회 챔프리그 준우승

### 선수 및 감독, 코치진
- 단장 : 강형선 (KSG 대한스포츠)
- 총감독 : 70. 신상민
- 코치: 77. 김진철